# فيليكوكاميانكا (لوهانسكا)
فيليكوكاميانكا (Великокамьянка) هي مدينة في مقاطعة لوهانسكا في أوكرانيا.
يبلغ عدد سكانها حوالي 1167   نسمة.